# خطوط موزمبيق الرحلة 470
حادث رحلة خطوط موزمبيق 470 هو حادث تحطم لطائرة تابعة لشركة الطيران الوطنية الموزمبيقية لام
كانت الطائرة متوجهة إلى أنغولا . في 29 نوفمبر 2013، تحطمت طائرة إمبراير 190 ثنائية الدفع في حديقة بواباتا الوطنية في ناميبيا، في منتصف رحلتها ، مما أسفر عن مقتل جميع ركابها البالغ عددهم 27 راكبًا و 6 من أفراد الطاقم.
أظهرت النتائج الأولية لمعهد الطيران المدني الموزمبيقي (IACM) أن القبطان حطّم الطائرة عمدًا. اعترضت الرابطة الموزمبيقية لمشغلي الطيران (AMOPAR) على خلاصة المعهد. أيدت مديرية التحقيقات في حوادث الطائرات في ناميبيا على خلاصة المعهد بأن القبطان الذي أدخل عناصر التحكم المؤدية إلى الحادث كان السبب المحتمل لحادث الطيران.:2
| الدول    | مجموع |
| -------- | ----- |
| موزمبيق  | 10    |
| أنغولا   | 9     |
| البرتغال | 5     |
| فرنسا    | 1     |
| البرازيل | 1     |
| الصين    | 1     |
| مجموع    | 27    |